# Body of Christ Party
Die Body of Christ Party (BCP) ist eine politische Partei in Namibia. Sie wurde 2023 in Ondangwa gegründet. Parteipräsident ist Festus Thomas, ein Bischof. Die BCP habe sich christlichen Werten verschrieben. Die Grundsätze der Parteipolitik sind Freiheit, Frieden und Recht.
Die Partei nahm an der Parlamentswahl 2024 teil, bei der sie 0,53 Prozent der Stimmen und einen Sitz in der Nationalversammlung gewann.